# Lori Fisler Damrosch
Lori Fisler Damrosch (* 4. November 1953) ist eine US-amerikanische Juristin und Professorin an der Columbia University.

## Ausbildung und beruflicher Werdegang
Das Studium der Russistik an der Yale University schloss Damrosch 1973 mit einem Bachelor of Arts ab. Hieran schloss sich ein Jurastudium an, an dessen Ende sie 1976 zum Juris Doctor promoviert wurde. Zwischen 1976 und 1977 arbeitete sie am United States District Court for the District of Connecticut. Anschließend wechselte sie in das US-Außenministerium, wo sie sich unter anderem mit Fragen der amerikanisch-europäische Zusammenarbeit und des Außenhandels befasste. Ab 1981 arbeitete Damrosch als Anwältin für Sullivan & Cromwell, eine der führenden Anwaltskanzleien in New York City. Dort gehörte sie der Abteilung für Prozessrecht an und führte zahlreiche Verfahren, unter anderem vor dem Iran-United States Claims Tribunal. 1984 erhielt sie einen Ruf der Columbia University. Von 1995 bis 1996 war sie Senior Fellow am United States Institute of Peace. Seit 1999 hat sie die Henry L. Moses-Professur für Internationale Organisationen und seit 2010 die Hamilton-Fish-Professur für Diplomatie inne. Von Januar bis Dezember 2009 nahm Damrosch eine Gastprofessur an der Harvard University wahr.

## Wirken im Bereich des Völkerrechts
Neben ihrem akademischen Wirken im Bereich des Völkerrechts hat Damrosch auch zahlreiche ehrenamtliche Funktionen in diesem Bereich inne. So war sie von 2003 bis 2013 neben Bernard H. Oxman Chefredakteurin des American Journal of International Law, bevor José Enrique Alvarez und Benedict Kingsbury diese Position übernahmen. Zudem ist sie Mitglied der American Society of International Law, deren Vizepräsidentin sie von 1996 bis 1998 war. Seit dem 15. April 2014 steht Damrosch der Gesellschaft als Präsidentin vor. In den Jahren 1993 bis 2005 gehörte sie zudem dem Ständigen Schiedshof in Den Haag an. In zahlreichen Verfahren vor dem Obersten Gerichtshof der Vereinigten Staaten, die sich mit der Frage der innerstaatlichen Geltung eines Urteils des Internationalen Gerichtshofs auseinandersetzten, war Damrosch hauptverantwortlich für das Verfassen von Amicus-curiae-Schriftsätzen.

## Sonstiges
Damrosch ist in den Staaten New York und Connecticut sowie in Washington, D.C. und beim Obersten Gerichtshof der Vereinigten Staaten als Anwältin zugelassen. Sie spricht Französisch und Russisch, ist verheiratet und hat zwei Töchter und einen Sohn. Mit ihrer Familie lebt sie in Brooklyn.

## Mitgliedschaften und Ehrungen
- Ferenc-Deák-Preis des American Journal of International Law (1981)
- Kuratorin des Max-Planck-Institut für ausländisches öffentliches Recht und Völkerrecht in Heidelberg (seit 2014)[6][1]
- Mitglied des Institut de Droit international (2010)
- Manley-O.-Hudson-Medaille (2022)

## Schriften
- The International Court of Justice at a crossroads. Transnational Publ., Dobbs Ferry 1987, ISBN 0-941320-46-4.
- Beyond confrontation: international law for the post-Cold War era. Westview Press, Boulder 1995, ISBN 0-8133-8923-2.
- International Law. West Group, St. Paul 2004, ISBN 0-314-12764-X.
- Changing the international law of sovereign immunity through national decisions. In: Vanderbilt journal of transnational law. 44 (2011), Nr. 5, ISSN 0090-2594, S. 1185–1200.
- The impact of the Nicaragua case on the Court and its role: harmful, helpful, or in between?. In: Leiden journal of international law. 25 (2012), Nr. 1, ISSN 0922-1565, S. 135–147.